# Chriolepis
 Chriolepis és un gènere de peixos de la família dels gòbids i de l'ordre dels perciformes.

## Taxonomia
- Chriolepis atrimelum (Bussing, 1997)
- Chriolepis benthonis (Ginsburg, 1953)
- Chriolepis cuneata (Bussing, 1990)
- Chriolepis dialepta (Bussing, 1990)
- Chriolepis fisheri (Herre, 1942)
- Chriolepis lepidota (Findley, 1975)
- Chriolepis minutillus (Gilbert, 1892)
- Chriolepis tagus (Ginsburg, 1953)
- Chriolepis vespa (Hastings & Bortone, 1981)
- Chriolepis zebra (Ginsburg, 1938)[2][3][4][5][6][7]